# Trapelus rubrigularis
Trapelus rubrigularis är en ödleart som beskrevs av  Blanford 1875. Trapelus rubrigularis ingår i släktet Trapelus och familjen agamer. Inga underarter finns listade i Catalogue of Life.